# Quốc gia Không gian Thiên thể
Quốc gia Không gian Thiên thể (tiếng Anh: Nation of Celestial Space), còn được biết đến với tên gọi Celestia, là một vi quốc gia được thành lập bởi James Thomas Mangan. Celestia bao gồm toàn bộ "không gian bên ngoài", mà Mangan đã tuyên bố thay mặt nhân loại để đảm bảo rằng không một quốc gia nào có thể thiết lập quyền bá chủ chính trị ở đó.
Khi thành lập, Celestia tuyên bố có 19 thành viên tham gia, trong đó có con gái của Mangan là Ruth; một thập kỷ sau, một cuốn sách nhỏ được xuất bản bởi nhóm tuyên bố rằng số thành viên đã tăng lên tới 19.057.

## Lịch sử

### Thành lập
Tuyên bố của Quốc gia về không gian thiên thể đã được Celestia ban hành vào ngày 21 tháng 12 năm 1948. Nó tuyên bố thành lập quốc gia để "bảo đảm cho những người có thiện cảm, bất cứ nơi nào họ có thể sống, những người đẹp và lợi ích của một lãnh thổ rộng lớn chưa được tuyên bố bởi bất kỳ quốc gia nào hoặc quốc gia. " Tài liệu tiếp tục giải thích bản chất của yêu sách của Celestia.

### Yêu sách với các siêu cường
Mangan đã hoạt động trong nhiều năm để theo đuổi các yêu sách của mình thay mặt Celestia; năm 1949, ông thông báo cho Hoa Kỳ, Liên Xô, Vương quốc Anh và Liên Hợp Quốc rằng Celestia đã cấm tất cả các thử nghiệm hạt nhân trong khí quyển. Sau đó, khi cuộc đua vũ trụ đang diễn ra một cách nghiêm túc, ông đã gửi những lá thư phản đối giận dữ tới các nhà lãnh đạo Liên Xô và Hoa Kỳ vào những dịp mà các chuyến bay vào vũ trụ đầu tiên của họ lấn chiếm "lãnh thổ" của ông - mặc dù sau đó ông đã từ bỏ những lời tố cáo này để cho phép vệ tinh phóng sau cùng.

#### Treo cờ Celestia
Trong khi Mangan và Celestia bị các siêu cường bỏ qua một cách lịch sự, có bằng chứng cho thấy ít nhất một số người khác đã chuẩn bị để giải trí cho yêu sách của ông với mức độ nghiêm trọng hơn; lần đầu tiên treo quốc kỳ Celestia - nền xanh dương, có biểu tượng dấu thăng màu xanh trong một hình tròn màu trắng - được phát vào tháng 6 năm 1958 tới khán giả truyền hình của hàng triệu người trên khắp Hoa Kỳ và ngày hôm sau, lá cờ được giương lên tại tòa nhà Liên Hợp Quốc ở thành phố New York, để bay cùng với quốc kỳ của các quốc gia thành viên của tổ chức đó.

## Kinh tế
Bất chấp những nỗ lực này, Quốc gia Không gian Thiên thể được cho là đã trở nên không còn tồn tại với cái chết của người sáng lập. Di sản duy nhất còn sót lại của nó là loạt tem và đồng xu bạc và vàng và hộ chiếu do Mangan phát hành từ cuối những năm 1950 đến giữa những năm 1960.
Một số đồng xu được đúc bởi Celestia bao gồm đồng bạc "1 Joule" 4,15 gram (0,2525 bạc) và đồng vàng "1 Celeston" bằng vàng 2,20 gram (0,900 vàng). Sự khan hiếm của họ đảm bảo rằng họ bán được hàng trăm đô la mỗi ngày trong những dịp hiếm hoi họ đến thị trường.
1 Celeston được chia thành 10 Joule, 1 Joule được chia thành 100 Erg.

## Chính trị
James Thomas Mangan mất năm 1970. Ông đã phong các tước vị sau cho hậu duệ của mình:
- Ruth Mangan Stump - Công nương của Quốc gia Không gian Thiên thể
- Glen Stump - Công tước Sao Hỏa
- Todd Stump - Công tước Dải Ngân Hà
- Edward Stump - Công tước Alpha Centauri
- Daniel Stump - Công tước Sao Bắc Đẩu